# روبرت كورت فويتزل
روبرت كورت فويتزل (5 ديسمبر 1930 – 6 سبتمبر 1991)، أستاذ القانون الدولي، كان لسنوات عديدة من أبرز المؤيدين لإنشاء المحكمة الجنائية الدولية.

## النشأة والتعليم
كان والدا فويتزل ألمانيين، وكانت والدته يهودية. غادرت العائلة ألمانيا بسبب تنامي معاداة السامية فيها، قبل أن يتولى هتلر السلطة. وُلِد فويتزل في شنغهاي، حيث كان والده مهندسًا كيميائيًا. بعد انتهاء الحرب العالمية الثانية، انتقل فيتزل إلى مدينة نيويورك. بعد حصوله على درجة البكالوريوس من جامعة كولومبيا (1952)، خدم فويتزل في الجيش الأمريكي (1954-1956)، وحصل على درجة الدكتوراة من جامعة أكسفورد (1955) ودرجة في القانون من جامعة بون (1959). كما عمل مساعدًا تشريعيًا في مجلس النواب الأمريكي عام 1956، وكان مساعدًا شخصيًا لأدلاي ستيفنسون خلال المؤتمر الديمقراطي عام 1956، حيث أصبح ستيفنسون مرشح الحزب لمنصب الرئيس. في أكسفورد، أصبح صديقًا مقربًا لـ أ. ن. ر. روبنسون، الذي أعاد عام 1989 تقديم اقتراح لإنشاء محكمة جنائية دولية إلى الجمعية العامة للأمم المتحدة، بصفته رئيس وزراء ترينيداد وتوباغو. وكانت إحدى جهود الأمم المتحدة السابقة لإنشاء محكمة جنائية دولية في أوائل الخمسينيات من القرن العشرين قد فشلت بسبب الحرب الباردة.
نُشرت أطروحة الدكتوراه التي أعدها فويتزل حول شرعية محاكمات نورمبرغ تحت عنوان "محاكمات نورمبرغ في القانون الدولي". كان هدفه الرئيسي في هذه الأطروحة الدفاع عن أساس محاكمات نورمبرغ في القانون الدولي، معارضًا للباحثين القانونيين الذين زعموا أن المحاكمات كانت بأثر رجعي وغير قانونية. ومع ذلك، أعرب أيضاً عن أمله في أن تؤدي محاكمات نورمبرغ في نهاية المطاف إلى إنشاء محكمة جنائية دولية.

## المسيرة المهنية
من عام 1959 إلى عام 1964، عمل فويتزل بتدريس القانون الدولي في جامعة فوردهام وجامعة نيويورك. وفي منتصف الستينيات، كان زميلاً بارزاً في مركز دراسة المؤسسات الديمقراطية في سانتا باربرا، كاليفورنيا. من عام 1966 حتى عام 1982، درّس في كلية بوسطن. ثم انتقل إلى لوس أنجلوس، حيث كان يقيم والداه المسنّان، وعمل أستاذاً مساعداً في جامعة بيبرداين، وجامعة جنوب كاليفورنيا، وجامعة كاليفورنيا، لوس أنجلوس، وكلية أوكسيدنتال، وجامعة كاليفورنيا، سانتا باربرا.

## العمل فيالمحكمة الجنائية الدولية
عام 1965، أسس فويتزل لجنة القانون الجنائي الدولي وشغل منصب الأمين العام لها؛ ونظمت اللجنة ندوات قانونية حول التقدم اللازم في القانون الدولي. عام 1970، شارك في تحرير كتاب نحو محكمة جنائية دولية قابلة للتطبيق، بهدف "توضيح بعض القضايا الرئيسية المتعلقة بإنشاء محكمة جنائية دولية". في العام التالي، أنشأ مؤسسة إنشاء محكمة جنائية دولية؛ وحتى عام 1990، عقدت المؤسسة ندوات في جميع أنحاء العالم مع خبراء في القانون الدولي، بهدف إنشاء المحكمة. لحثّ الأمم المتحدة على إعادة النظر في المحكمة، أعدّ فريق من الخبراء القانونيين في المؤسسة مسودات لقانون دولي للجرائم ومعاهدة للمحكمة.
عام 1989، ساعد فويتزل أي إن آر روبنسون وبنجامين فيرينز في صياغة الاقتراح الذي أعاد طرح فكرة إنشاء المحكمة الجنائية الدولية على الجمعية العامة. ساعد في كتابة الميثاق الأعظم للعصر النووي، الذي نُشر بعد وقت قصير من وفاته. وقد دعت المادة الثانية من هذه الميثاق الأعظم الأمم المتحدة مرة أخرى إلى إنشاء "محكمة جنائية دولية تتألف من خبراء قانونيين بارزين..."4 

## مؤلّفات أخرى
تشمل كتب روبرت فويتزل الأخرى:مشكلة ألمانيا: تحليل ما بعد الحرب (1952)، والسيطرة الدولية على الفضاء الخارجي (1961)، وفلسفة الحرية (1966).

## موته وأبناؤه
توفي فويتزل عام 1991 بسبب نوبة قلبية في منزله في سانتا باربرا، ولم يعش ليشهد ميلاد المحكمة الجنائية الدولية التي كان يدافع عنها لسنوات عديدة. كان لفويتزل ولدان: جوناثان خبير اقتصادي يعيش في شنغهاي. وداميان فويتزل الذي كان راقصًا رئيسيًا في فرقة باليه مدينة نيويورك حتى تقاعده عام 2008؛ وفي عام 2018، أصبح رئيسًا لمدرسة جوليارد.

## التكريم
حصل فويتزل على العديد من الأوسمة عن عمله، بما في ذلك جائزة أينشتاين للدبلوماسية الأمريكية. عام 2002، ومع إنشاء المحكمة الجنائية الدولية، منحت مؤسسة السلام في العصر النووي جائزة القيادة المتميزة في مجال السلام بشكل مشترك إلى فويتزل (بعد وفاته) وأي إن آر روبنسون.

## قائمة مختارة من المراجع
ستون، جيه. وووتزل، روبرت ك. (المحرران)، نحو محكمة جنائية دولية قابلة للتطبيق (جنيف: مركز السلام العالمي من خلال القانون، 1970).
روبرت ك. وفويتزل، محاكمات نورمبرغ في القانون الدولي (لندن: ستيفنز آند سونز، 1960).
روبرت ك. فويتزل. فلسفة الحرية (دوبس فيري، نيويورك) : منشورات أوشيانا، 1966).